# Way of the Dead
Way Of The Dead – pierwszy album studyjny amerykańskiego zespołu Yakuza.
Płyta została wydana w Stanach Zjednoczonych jesienią 2002, zaś w Europie 27 stycznia 2003.
Ostatni utwór na płycie - "01000011110011", trwa aż 43 minuty. Pierwotnie powstał on podczas sesji projektu pobocznego muzyków Yakuzy, o nazwie Kabuki-Mono.

## Lista utworów
1. Vergasso
2. Miami Device
3. Yama
4. Signa
5. T.m.s.
6. Chicago Typewriter
7. Obscurity
8. 01000011110011